# Museo nazionale dell'arte medievale
Il Museo nazionale dell’arte medievale (in albanese: Muzeu Kombëtar i Artit Mesjetar) a Coriza, in Albania, è dedicato all'arte e alla storia medievali. Si trova in Boulevard Fan Noli, nella parte sud-est della città di Coriza. È stato fondato il 24 aprile 1980 e l'edificio è stato ricostruito il 4 ottobre 2016 grazie alla cooperazione del comune della città e al finanziamento del governo greco.
Il museo ospita oltre 7.000 oggetti artistici e culturali, principalmente icone, opere in pietra, legno, metallo e tessuto, che rappresentano vari momenti nello sviluppo dell'iconografia albanese. Nella sala principale sono esposte numerose opere di artisti anonimi dei secoli XIII e XIV, oltre a opere di artisti ben noti come Onufri, Onufër Qiprioti, Kostandin Shpataraku, Jeromak Shpataraku, David Selenica e i Fratelli Zografi.
A causa del lockdown dovuto al COVID-19 in Albania, il Ministero della Cultura offre tour in 3D del museo.

## Galleria d'immagini

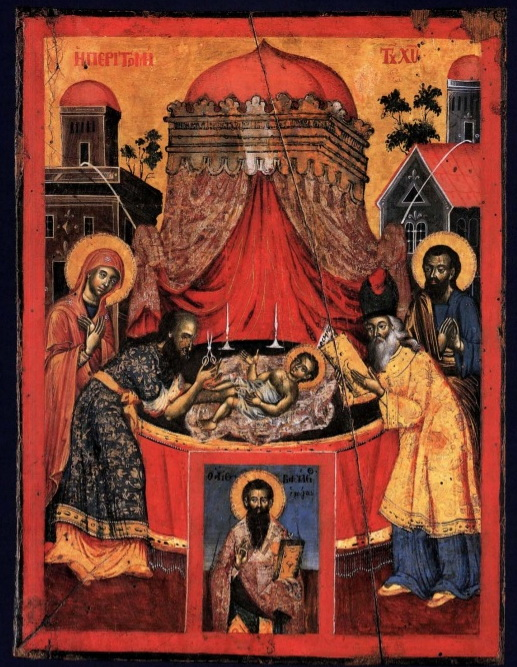
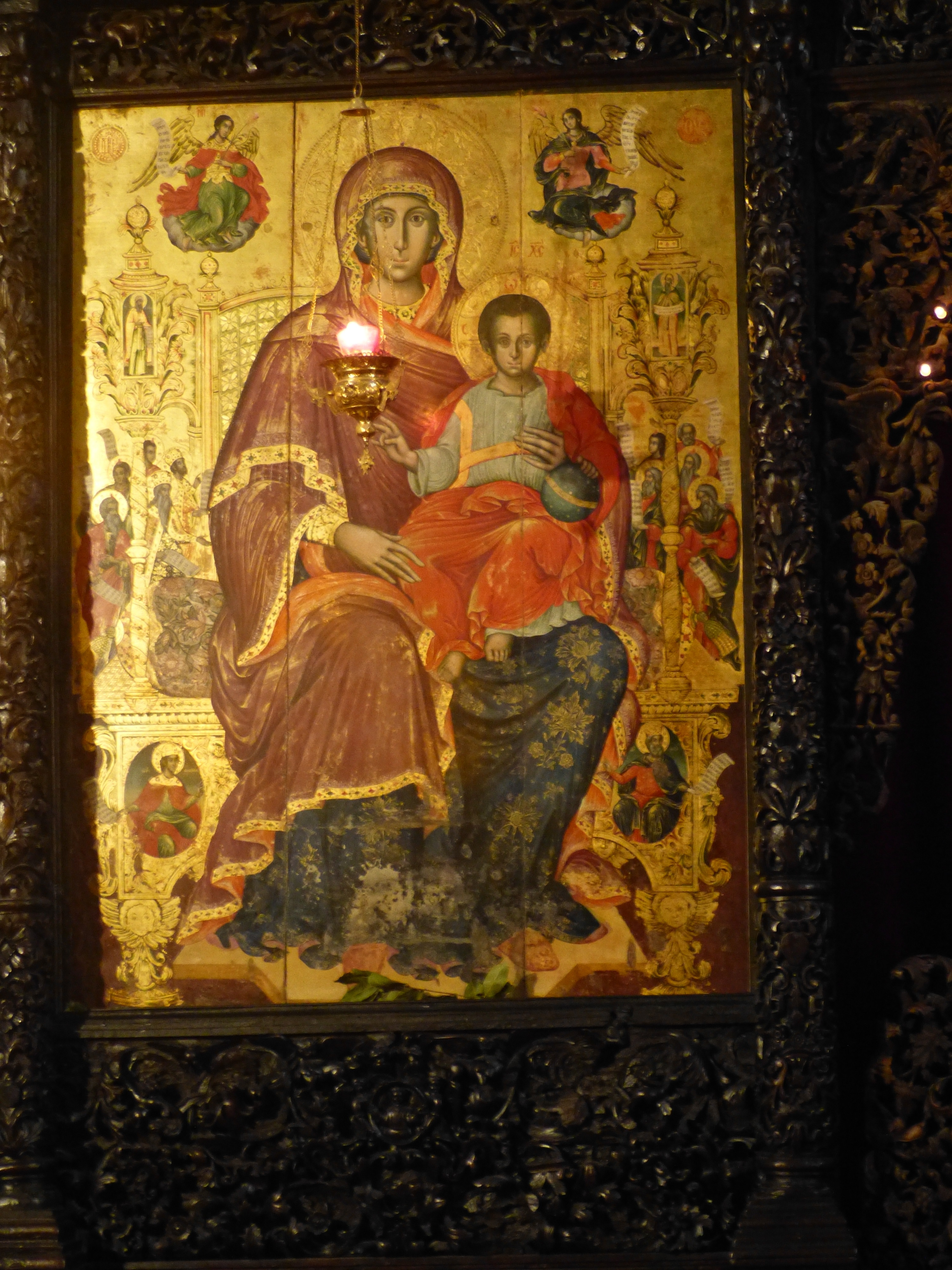
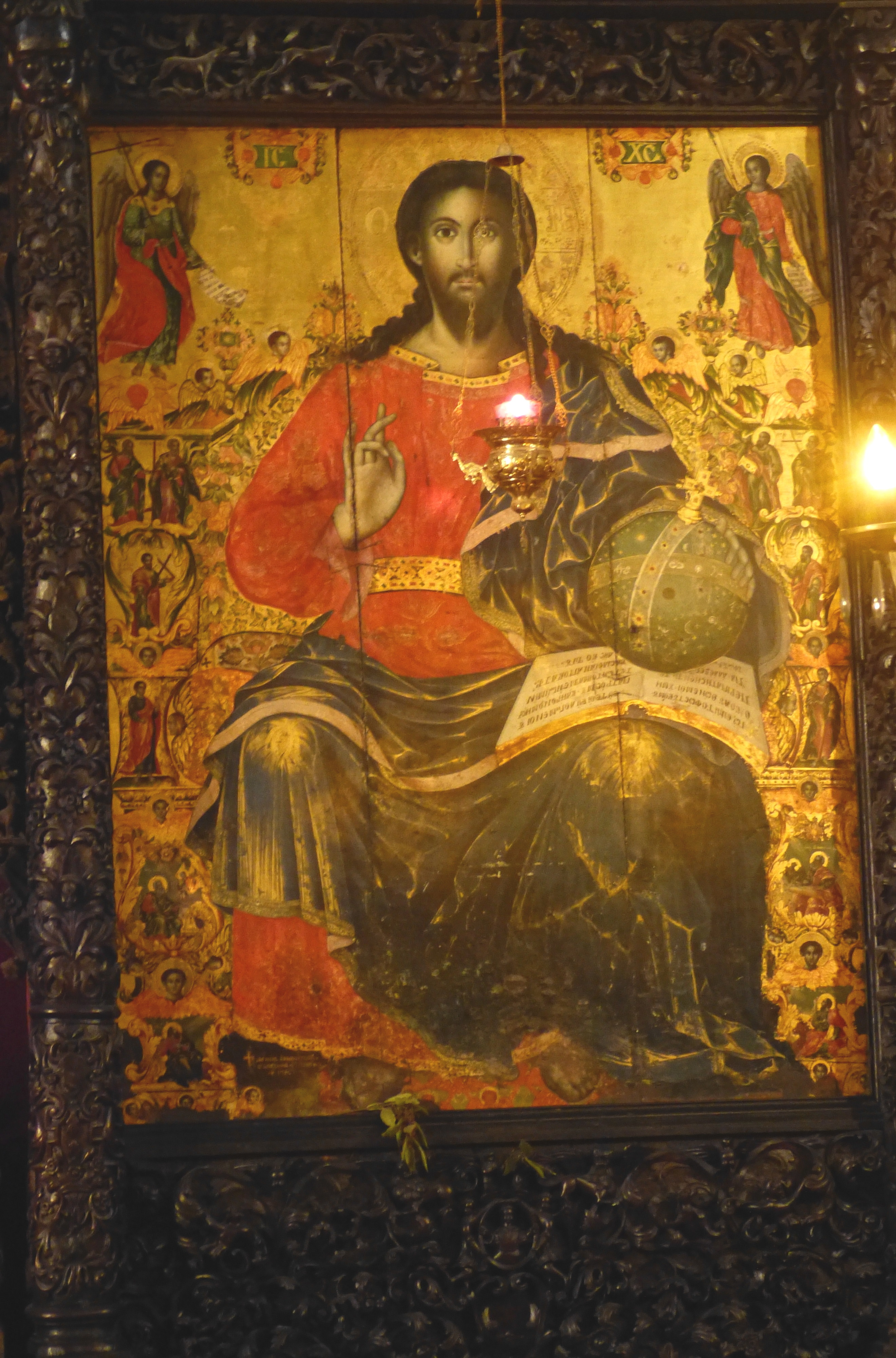
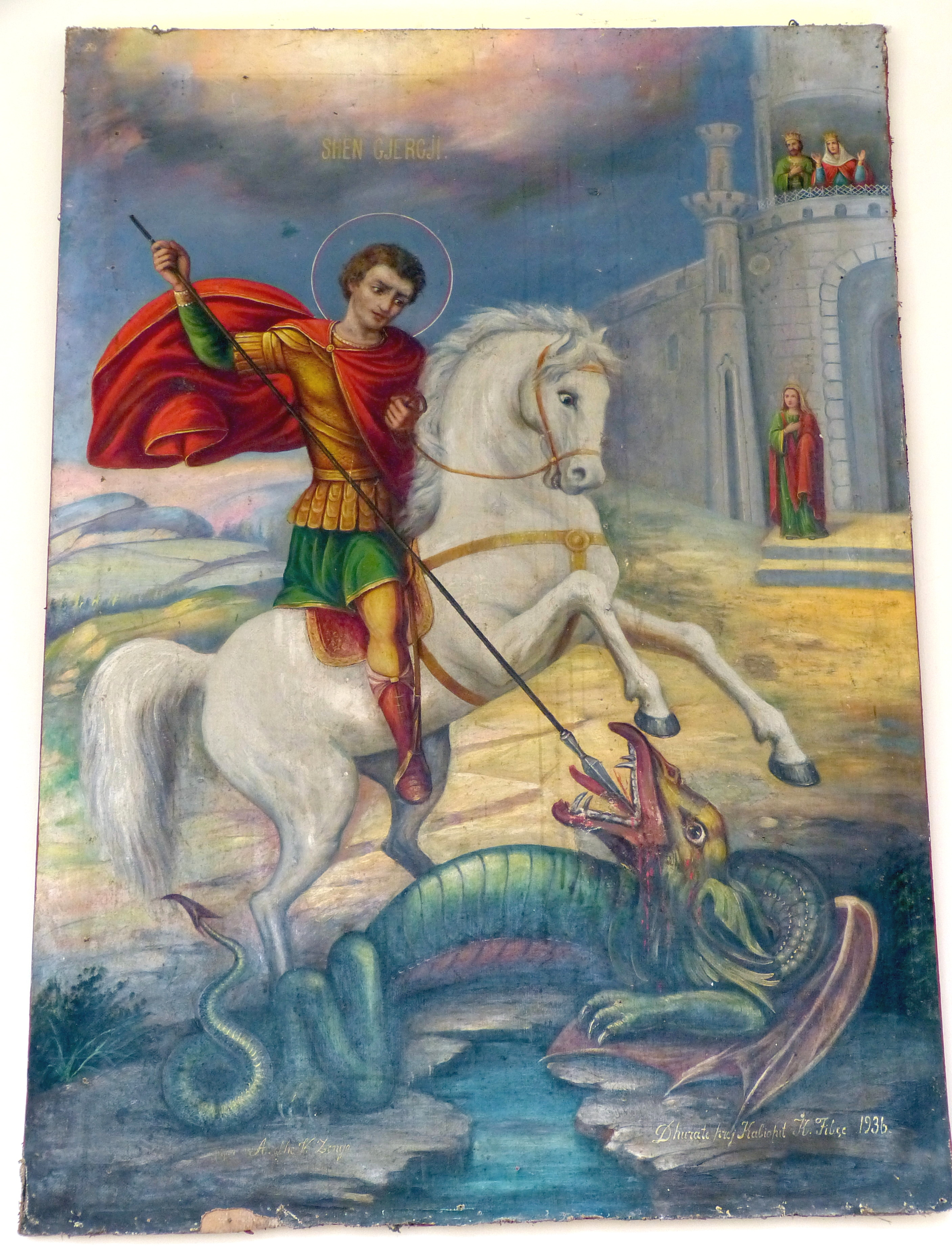
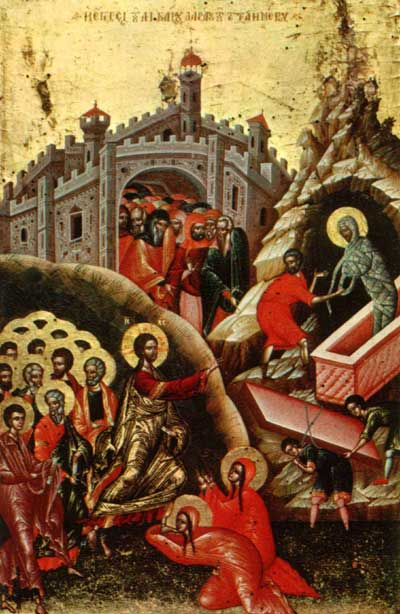
"La Resurrezione di Lazzaro." Icona bizantina dipinta da Onufri (Onouphrios), XVI secolo.
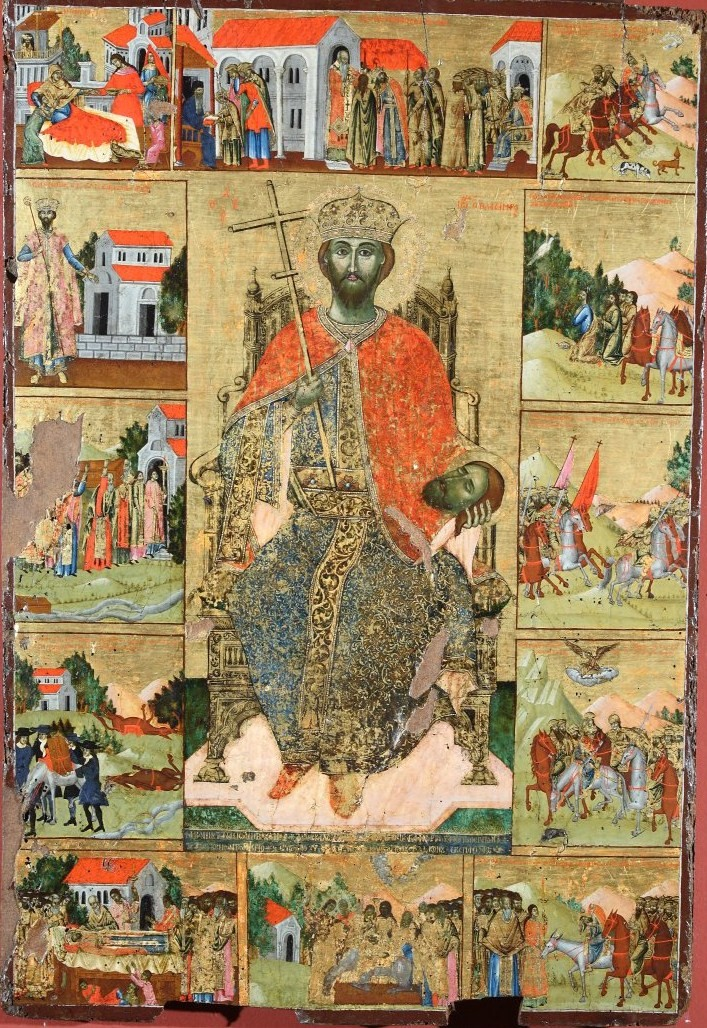
Icona di San Jovan Vladimir dipinta da Kostandin Shpataraku, proveniente dal Monastero di Ardenica in Albania. Il santo è raffigurato seduto su un trono nel rettangolo centrale, circondato da scene della sua vita e dei suoi miracoli, secondo la sua agiografia greca.